# بشیر بختیاری
بشیر بختیاری (زادهٔ ۱۹۷۱، جاغوری) یک نویسنده و کاریکاتوریست اهل افغانستان است.

## زندگی‌نامه
بشیر بختیاری فعالیت هنری خود را از سال‌های اول دهه هفتاد آغاز کرد و بگفته خودش اولین کاریکاتوریست افغانستانی است که بیشترین آثارش در فستیوال‌های جهان راه یافته‌است که از جمله: موزیم کاریکاتور ملانصرالدین در ترکیه. یومیومری شیبون در ژاپن. هیخوتسک و فیلادلفیا در آمریکا. و فیستیوال‌های کارتون: کتاب، سلمان رشدی، کار، بهره‌وری، محیط زیست در ایران را می‌توان نام برود.

## حرفه کاری
بشیر بختیاری به مدت نه سال خبرنگار صدای آمریکا VOA بوده و به مدت یک سال هم در تلویزیون طلوع در افغانستان کار کرده‌است. قرار مصاحبهٔ وی بختیاری سه چهار سال آخررا برای تلویزیون‌های کابل. نیروهای ناتو. امنیت ملی و شرکت‌های تجاری فیلم و کلیپ‌های کوتاه و مستند ساخته‌است. او ضمن اینکه یک ژورنالیست حرفه‌ای هست یک طنز پرداز و نمایش نامه نویس موفق افغان نیز است. بختیاری سال‌ها برای مهاجر افغان در شهرهای ایران نمایش‌های غم‌انگیز مهاجرت را به اجرا درآورد. در حال حاضر نیز در استرالیا شهر ملبورن زندگی می‌کند و قرار خبرها ایشان یک گروه هنری دار د و روی آن‌ها در مورد نمایش‌های سنتی و تیاتر کار می‌کند.

## آثار چاپ شده
کاریکاتورهای بشیر بختیاری در نشریات افغان، ایرانی و ترکی، عربی و غربی چاپ گردیده‌است. یکی از معروف‌ترین کاریکاتورهای او، کاریکاتوریست که طالبان را تفنگ بدوش و لنگ کشیده‌است.

## مصاحبه با بشیر بختیاری
کارتون درکشوری با شالوده‌های بیمار و شیرازه از هم گسیخته
هرچند هنرمندان را آثارشان تفسیر و تعریف می‌کنند، اما بخاطری که بختیاری در پهلوی کار گرافیک و کاریکاتور، فیلمساز برجسته کشور نیز است از اینرو گفتیم تا فرصتی است، آن را غنیمت شمرده و با ایشان مصاحبه‌ای داشته باشیم تا بیشتر از خودشان بشنویم.
این مصاحبه اختصاصی را امین وحیدی البته از راه دور و به صورت آنلاین با وی انجام داده‌است.
نام آشنای بشیر بختیاری را همه شنیده‌ایم، خصوصاً که آثار وی را با نام هنری «باچه آزره» در سایت‌های مختلف بخصوص درکابل پرس دیده‌ایم.
بختیاری از بهترین کاریکاتوریست‌ها و طراحان گرافیک کشوراست که تا کنون آثار گرافیکی و کاریکاتورش در سایت‌های مختلف نشر گردیده است و هنرش علاقه‌مندان زیادی دارد. ظرافت، پختگی و گویایی آثار بختیاری نیازی به تعریف ندارند چون همه خود گویا اند!
هرچند هنرمندان را آثارشان تفسیر و تعریف می‌کنند، اما بخاطری که بختیاری در پهلوی کار گرافیک و کاریکاتور، فیلمساز برجسته کشور نیز است از اینرو گفتیم تا فرصتی است، آن را غنیمت شمرده و با ایشان مصاحبه‌ای داشته باشیم تا بیشتر از خودشان بشنویم.
این مصاحبه اختصاصی را امین وحیدی البته از راه دور و به صورت آنلاین با وی انجام داده‌است.
بشیر بختیاری یکی از فعال‌ترین همکاران سایت کابل پرس است.
سؤال اول: درکشوری مثل افغانستان شما به‌عنوان کاریکاتوریست چه مسئولیتی احساس می‌نمایید؟
بختیاری: درکشوری با شالوده‌های بیمار و شیرازه از هم گسیخته‌ای که فاشیزم قومی بُردهمگانی دارد، در کشوری که شعار محصلین شان مرگ بر دانشگاه یعنی زنده باد خریت باشد، در کشوری که میمون انکشاف یافته یی مثل کریم خرم وزیر فرهنگش باشد، در کشوری که فرهنگ انتحار سبغهٔ دیانت داشته باشد، در کشوری که ریس جمهور و رده‌های اول کشوری اش جز تبعیض و دروغ چیزی نبافند، بجای احساس مسولیت یا باید نان را به نرخ روز چوبخط کرد یا پشت میله‌های محبس باید جان سپرد.
سؤال: شما زبان طرح کاریکاتور را با زبان متن قلم چگونه مقایسه می‌نمایید؟
بختیاری: به‌عقیده من کاریکاتور کلام صریح تصوری و ایجاز یک متن طویل و خسته کنندهٔ می‌باشد که بزبان خاصی تحریر می‌گردد. گاهی یک کاریکاتور یا کارتون با چند خط ساده خویش یک کتاب معنا را زیربغل دارد، زبان کاریکاتور زبانیست که مقید به کلتور یا زبان خاصی نمی‌باشد و کاریکاتور این سخاوت را دارد که تبعیض میان فرنگی ودری زبان یا سیاه و سفید قایل نیست همه همسان زبان کاریکاتور را می‌دانند. کاریکاتور تنهاترین زبان مشترک اولاد آدمست درحالیکه متن نوشته نیاز به سواد خاص دارد. چشمان نیلی و بادامی هردوبا دیدن کاریکاتور ولو با چند خط ساده، معنی و مفهوم را درمیابند و دریک جمله کاریکاتور زبان ترجمه شده همه ملل وفرهنگ هاست که هیچ متن قلمی ازین توانایی برخوردار نیست.
بختیاری: کارهای گرافیک من نیز مثل کاریکاتورهای من متأسفانه خالی از کاستی نبوده‌اند. اما با این همه تقریباً از ۲۰ سال بدین سو روی گرافیک، طراحی مدرن، کارتون و فیلم‌های ویدئویی کار می‌کنم و صدها؛ لوگو، پوستر، بلبورد، جلد کتب و غیره از کارهای من قبولی شان را درنشر گرفته‌اند و فعلاً نیز با تعدای از جراید غربی همکاری دارم.
درمورد فیلم: من روی کارهای داستانی – هنری کمتر کارکرده‌ام و اغلب کارهای اجرایی من مستند بوده‌اند. من در دوران جنگ علیه تجاوز شوروی و جنگ‌های داخلی حدود بیش از دوصد فیلم مستند را ساختم و اولین و آخرین ژورنالیستی بودم که از عملیات‌های مجاهدین در دوران پرآشوب حضور روسها، از داخل شهر کابل فیلم تهیه نمودم. حدود ده ماه را در تلویزیون طلوع سرگرم ساخت برنامه‌های تفریحی (دوبله کاتور، آلبم هفته و خبر) بودم اما از محیط کاری این شبکه خوشم نیامد قراردادم را با آن‌ها فسخ نمودم و دو سال اخیر را درکابل مشغول ساخت کلیپ‌های تبلیغاتی تلویزیونی بودم و کلیپ‌های که تهیه نمودیم خوشبختانه از بیشترین کلیپ‌های بود که درکابل توفیق نشر یافته وروی آنتن رفتند و اینک که یک سال از مسافرت من می‌گذرد هنوز این کلیپ‌ها از شبکه‌های کابل نشر می‌گردند. سؤال: چه خوب خواهد بود، کمی هم در مورد دیگر فعالیت‌های گرافیکی و فیلم‌سازی تان نیز معلومات بدهید.
تشکر از اینکه با ما بودید